# 淡江之聲
淡江之聲（Voice of Tamkang, "VOTK"），是一個位於臺灣新北市淡水區的廣播電台。前身為淡江大學大眾傳播學系教學實習中心廣播組，目前隸屬於淡江大學文學院的實習媒體。台長為大傳系主任。

## 概要
1990年，前身為大傳學系教學實習中心廣播組採取專業電台建教合作之製作模式，與幼獅廣播電台《校園風情畫》及國立教育廣播電臺《快餐車》合作製播節目。1991年，淡江大傳系依「專用電信設置規劃」向中華民國交通部提出申請，成立使用假天線之「淡江之聲學術試驗實習無線電台」，在同年9月獲交通部撥配頻道「FM107.9」。1993年，淡江之聲於11月8日淡江大學校慶當天正式開播，台慶即為校慶。1997年，規劃轉型為社區廣播電台。1999年，申請真天線之設置及更改頻道為「FM88.7」，正式成為社區電台。2004年3月24日，開始於網站（votk.tku.edu.tw）提供線上收聽服務。2016年，架設YouTube直播平台。

## 收聽範圍
收聽範圍為淡江大學淡水校區半徑3公里：大淡水地區，包括淡水、八里、紅樹林、竹圍、三芝與關渡部份。線上收聽及串流收聽沒有地區限制。

## 電台編制
招收對象為淡江大學全校不分院系大一、大二之學生擔任助理，台長、副台長各1名，一、二級與見習助理。全台助理皆須任務分配行政工作，部門包括：企劃室、新聞部、節目部、工程部、公關部及資料部。